# Сухановка (Кемеровская область)
Сухановка — упразднённая деревня в Беловском городском округе Кемеровской области России. Исключена из учётных данных в 2000 году.

## География
Точное местоположение Сухановки не установлено. По некоторым сведениям располагалась между посёлком станции Артышта I и остановочным пунктом "План Б" (путевым пунктом Кузбасс). Через территорию деревни прошла железная дорога Артышта-Подобас.

## История
Законом Кемеровской области от 25 октября 2000 года № 708 деревня исключена из учётных данных.
Входила в состав Артыштинского поссовета.

## Население
| 1970 | 1979 | 1989 |
| ---- | ---- | ---- |
| 39   | ↘15  | ↘9   |